# Сан-Никандро-Гарганико
Сан-Никандро-Гарганико (итал. San Nicandro Garganico) — коммуна в Италии, располагается в регионе Апулия, в провинции Фоджа.
Население составляет 16238 человек (2008 г.), плотность населения составляет 94 чел./км². Занимает площадь 173 км². Почтовый индекс — 71015. Телефонный код — 0882.
Покровителями коммуны почитаются святые Никандр, Маркиан и Дария, празднование 17 июня. В коммуне 8 декабря также особо отмечается Непорочное зачатие Девы Марии. 

## Демография
Динамика населения:

## Администрация коммуны
- Официальный сайт: http://www.comune.sannicandrogarganico.fg.it